# José Magriñá
José Antonio Magriñá Rodeiro (14 de dezembro de 1917 - 2 de agosto de 1988) foi um futebolista cubano. 

## Carreira
José Magriñá  fez parte do elenco da histórica Seleção Cubana de Futebol que disputou a Copa do Mundo de 1938, ele marcou um gol frente a Romênia.

## Ligações Externas
- Perfil em Fifa.com (em inglês)